# Bugatti Type 57
Bugatti Typo 57 (anglicky Bugatti Type 57) a jeho pozdější varianty (včetně Atlantic a Atalante) byl automobil třídy Gran Tourisme, jehož autorem byl syn Ettore Bugattiho Jean. Továrna Bugatti jej vyráběla v letech 1934–1940 a celkem vyrobila 710 kusů.
Vozy Typo 57 měly všechny jednotný podvozek, na nějž se montovala celá řada karoserií od externích dodavatelů. Sama automobilka však nabízela jen čtyři, převážně s hladkými, zaoblenými tvary, jejichž tvůrcem byl sám Jean Bugatti. Tři z nich byly pojmenovány po alpských vrcholech a průsmycích, a sice dvoudveřová čtyřmístná Ventoux, čtyřdveřová Galabier a dvoudveřová Stelvio se stahovací střechou (tu však vyráběl karosář Gangloff). Čtvrtá dvoumístná karoserie dostala jméno Atalante.
Motor, řadový osmiválec 3257 cm³ DOHC, byl přepracovaným agregátem z předcházejících modelů. Od modelu 57C z roku 1936 byl doplněn kompresorem a vozy s ním dosahovaly rychlosti až 200 km/h. Téhož roku byl na trh uveden i kratší a nižší Typo 57S, který byl v roce 1951 inovován jako model T101. 

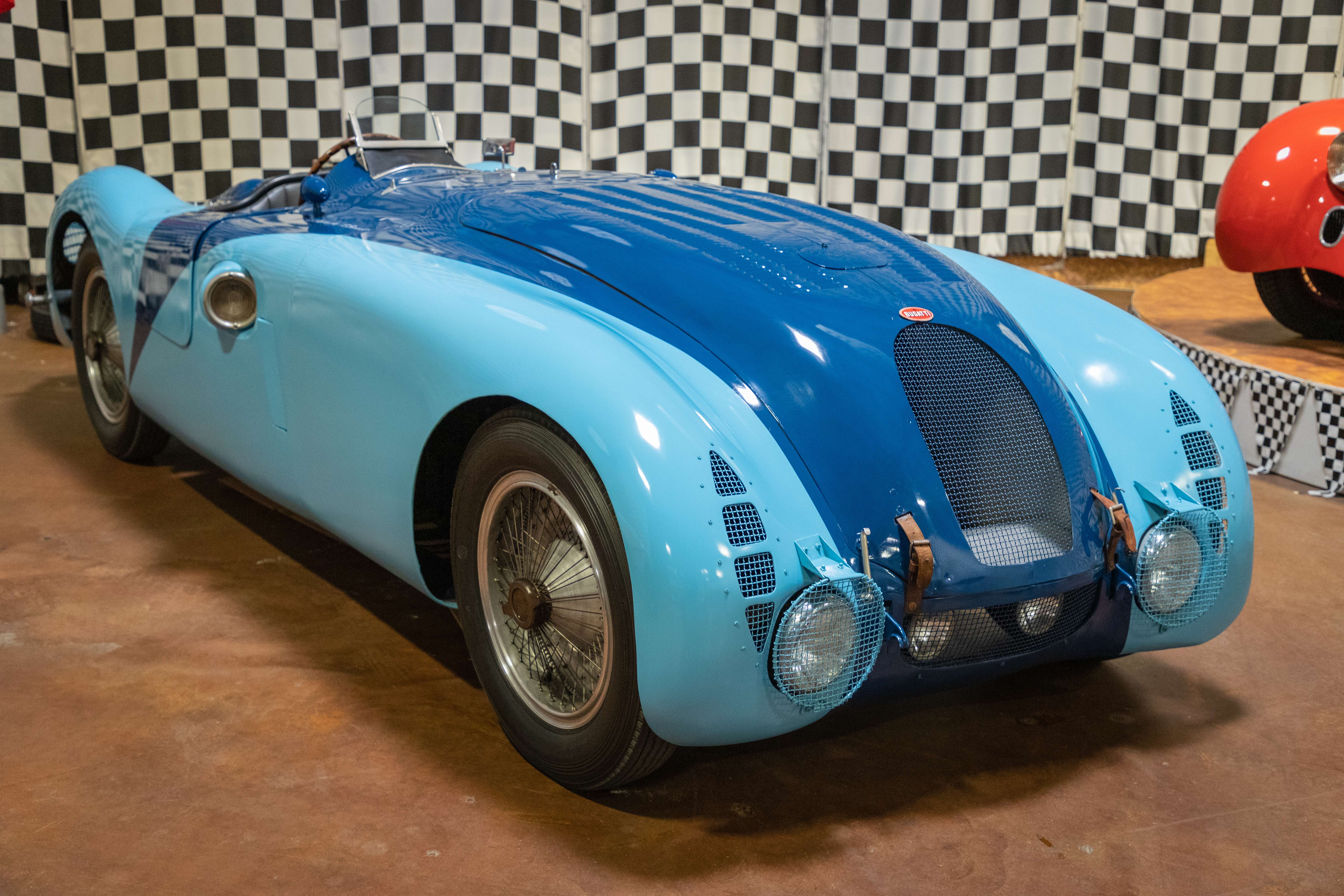
Bugatti Type 57G Tank (1936)

V roce 1937 Typ 57 Tank vyhrál za řízení dvojice Jean-Pierre Wimille a Robert Benoist závod 24 hodin Le Mans. O dva roky později (opět vítězně) v roce 1939 tento typ řídili Jean-Pierre Wimille a Pierre Veyron. Celkem ujeli 3354,744 km průměrnou rychlostí 139,8 km/h a vytvořili nový rekord závodu 24 h Le Mans. Vzor tohoto vozu à la tank pocházel podle vozu z roku 1923, konkrétně z Typu 32. Úplné řešení kapotáže vyřešil Jean Bugatti (1909 – 1939), Ettoreův syn. Tento radostný návrat typu à la tank byl však zastíněn tragédií, když v roce 1939 Jean Bugatti zemřel za volantem tohoto typu.  